# Birds of America - Una famiglia incasinata
Birds of America - Una famiglia incasinata (Birds of America) è un film del 2008 diretto da Craig Lucas, con Matthew Perry

## Trama
Morrie, un timido docente, ha dedicato la sua infanzia e la sua adolescenza a crescere i fratelli, Jay e Ida, e tenta di ricostruire la sua vita. L'inaspettato ritorno dei due, complicato dalla moglie di Jay, Laura, rimette la vita dell'insegnante in crisi, mettendo a rischio anche il suo matrimonio con Betty.